# Chapin (Illinois)
Chapin és una població dels Estats Units a l'estat d'Illinois. Segons el cens del 2000 tenia 592 habitants.

## Demografia
Segons el cens del 2000, Chapin tenia 592 habitants, 227 habitatges, i 168 famílies. La densitat de població era de 233,2 habitants/km².
Dels 227 habitatges en un 37 % hi vivien nens de menys de 18 anys, en un 60,8 % hi vivien parelles casades, en un 9,7 % dones solteres, i en un 25,6 % no eren unitats familiars. En el 23,3 % dels habitatges hi vivien persones soles l'11,9 % de les quals corresponia a persones de 65 anys o més que vivien soles. El nombre mitjà de persones vivint en cada habitatge era de 2,61 i el nombre mitjà de persones que vivien en cada família era de 3,06.
Per edats la població es repartia de la següent manera: un 29,2 % tenia menys de 18 anys, un 6,1 % entre 18 i 24, un 28 % entre 25 i 44, un 23,8 % de 45 a 60 i un 12,8 % 65 anys o més.
L'edat mediana era de 37 anys. Per cada 100 dones de 18 o més anys hi havia 95,8 homes.
La renda mediana per habitatge era de 42 143 $ i la renda mediana per família de 43 482 $. Els homes tenien una renda mediana de 28 906 $ mentre que les dones 26 607 $. La renda per capita de la població era de 16 972 $. Aproximadament el 8,2 % de les famílies i el 8,9 % de la població estaven per davall del llindar de pobresa.

## Poblacions més properes
El següent diagrama mostra les poblacions més properes.